# بارناميريم
بارناميريم هي بلدية في البرازيل، تتبع ريو غراندي دو نورتي، بلغ عدد سكانها 202٬456  نسمة، في 2010، تبلغ مساحتها 123٫471 كيلومتر مربع.

## الموقع
تشترك في الحدود مع:
- ناتال
- São José de Mipibu [الإنجليزية]‏
- Nísia Floresta, Rio Grande do Norte [الإنجليزية]‏
- Macaíba [الإنجليزية]‏.

## أعلام
- روبرتو بينهيرو